# NGC 7626
NGC 7626 est une galaxie lenticulaire située dans la constellation de Pégase. Sa vitesse par rapport au fond diffus cosmologique est de 3 034 ± 26 km/s, ce qui correspond à une distance de Hubble de 44,8 ± 3,2 Mpc (∼146 millions d'al). NGC 7626 a été découverte par l'astronome germano-britannique William Herschel en 1785.
Selon les bases de données Simbad et NASA/IPAC, NGC 7626 est une radiogalaxie. Elle renferme un jet radio. C'est aussi une galaxie LINER, c'est-à-dire une galaxie dont le noyau présente un spectre d'émission caractérisé par de larges raies d'atomes faiblement ionisés.
À ce jour, 39 mesures non basées sur le décalage vers le rouge (redshift) donnent une distance de 51,218 ± 12,054 Mpc (∼167 millions d'al), ce qui est à l'intérieur des valeurs de la distance de Hubble en raison de l'incertitude très grande. Notons que c'est avec la valeur moyenne des mesures indépendantes, lorsqu'elles existent, que la base de données NASA/IPAC calcule le diamètre d'une galaxie et qu'en conséquence le diamètre de NGC 7626 pourrait être d'environ 38,0 kpc (∼124 000 al) si on utilisait la distance de Hubble pour le calculer.

## Trou noir supermassif
Plusieurs publications mentionnent la présence d'un trou noir supermassif au centre de NGC 7626, dont celle de Ai-Jun Dong et Qingwen Wu en 2015 et de  A. Beifiori et col en 2009. Selon cette dernière publication, la masse du trou noir serait comprise entre 190 et 870 millions de {\displaystyle M_{\odot }}. Dans la publication plus récente de Dong et Wu la masse du trou noir est estimée à log10 = 8,71, soit 108,71 = 513 millions de {\displaystyle M_{\odot }}. 

### Émission de rayon gamma
La présence de ce trou noir engendre l'émission de rayon gamma dont le taux de densité surfacique d'énergie limite est égale à
4,05 x 10-13 erg cm-2 s-1 (4,05 x 10-10 J m-2 s-1).

## Groupe WBL 710
La base de données NASA/IPAC mentionne aussi que NGC 7626 est un membre du groupe WBL 710 en faisant référence à un catalogue de 732 groupes de galaxies rapprochés et pauvres en membres qui a été publié en mai 1999 par Richard A. White, Mark Bliton, Suketu P. Bhavsar, Patricia Bornmann, Jack O. Burns, Michael J. Ledlow et Christen Loken. La désignation employée pour les groupes dans ce catalogue est WBL XXX, où XXX est le numéro du groupe. L'identification des galaxies est malheureusement toujours absente, mais la base de données NASA/IPAC permet souvent l'identification de celles-ci en entrant la requête WBL XXX-xx, où xx est un numéro allant de 1 jusqu'au nombre de galaxies du groupe. Le catalogue indique aussi les coordonnées du groupe et le nombre de membres de celui-ci.
Selon ce catalogue, WBL 710 comprend six galaxies, soit NGC 7617, NGC 7619, NGC 7626, NGC 7631, PGC 71159, PGC 71159. A.M. Gacia place les galaxies NGC 7619, NGC 7626 ainsi que NGC 7631 dans le groupe de NGC 7619. Levy et coll. placent également NGC 7631, PGC 71159 et PGC 71155 dans ce même groupe. Selon Chandreyee Sengupta et coll. les galaxies NGC 7619, NGC 7626, NGC 7631 et PGC 71159 sont émettrices de rayon X et elles sont membres du groupe de NGC 7619. Le tableau ci-dessous résume les propriétés de ces six galaxies. Toutes ces galaxies sont dans la constellation des Poissons, sauf NGC 7516 qui est dans la constellation de Pégase.
| Nom                    | Classification | Type                    | α (J2000.0)      | δ (J2000.0)     | Vitesse radiale (km/s) | Magnitude apparente | Distance (Mpc) | Dimension (kal) |
| ---------------------- | -------------- | ----------------------- | ---------------- | --------------- | ---------------------- | ------------------- | -------------- | --------------- |
| WBL 710-01 (NGC 7617)  | SA0^0^?        | Lenticulaire            | 23h 20m 08.9733s | 08° 09′ 56.636″ | 4 172 ± 8 km/s         | 14,0                | 56,1           | 71              |
| WBL 710-02 (NGC 7619)  | E              | Elliptique              | 23h 20m 14.5274s | 08° 12′ 22.525″ | 372 ± 5 km/s           | 11,1                | 50,0           | 143             |
| WBL 710-03 (NGC 7626)  | E pec?         | Elliptique particulière | 23h 20m 42.5340s | 08° 13′ 00.959″ | 3 405 ± 4 km/s         | 11,1                | 44,8           | 142             |
| WBL 710-06 (NGC 7631)  | SA(r)b?        | Spirale                 | 23h 21m 26.6872s | 08° 13′ 03.371″ | 3 756 ± 4 km/s         | 13,1                | 49,9           | 89              |
| WBL 710-04 (PGC 71159) | SB?            | Spirale barrée ?        | 23h 21m 05.8057s | 08° 06′ 08.812″ | 3 873 ± 4 km/s         | -19,90              | 49,9           | 45              |
| WBL 710-05 (PGC 71155) | Sb-c           | Spirale                 | 23h 21m 01.5972s | 08° 10′ 45.979″ | 4 217 ± 2 km/s         | -19,61              | 56,7           | 48              |

La distance de Hubble moyenne des galaxies de ce groupe est de 51,5 ± 4,4 Mpc (∼168 millions d'al).

## Groupe de NGC 7619
Selon A. M. Garcia, NGC 7626 est membre du groupe de NGC 7619. Selon lui, ce groupe de galaxies renferme au moins 25 membres. Mais, selon un article plus récent publié par Levy et ses collègues en 2007, certaines galaxies retenues par Garcia font aussi partie d'un groupe de galaxies situé dans le centre de l'amas de Pégasus I,. Selon cet article, ce groupe renfermerait 30 galaxies. La galaxie NGC 7626 est dans la liste de Garcia. Sengupta et coll. font aussi mention de ce groupe dans un article plublié en 2006. Ils n'incluent que 17 galaxies, toutes émettrices de rayon X, dont NGC 7626, mais elles se retrouvent soit dans le liste de Garcia ou dans celle de Levy et souvent dans les deux listes, à l'exception de KUG 2318+079B. La galaxie CGCG 406-086 est une autre désignation pour KUG 2318+079B qui est dans la liste de Levy. De même la désignation Z406-086 est la galaxie CGCG 406-086. En ajoutant la galaxie KUG 2318+079B, on obtient un total d'au moins 43 membres pour ce groupe. Cependant, la galaxie désignée comme [OB97] P05-6 dans la liste de Levy est introuvable dans toutes les sources consultées. Le calcul de la distance moyenne du groupe a donc pris en compte 42 galaxies. Abraham Mahtessian mentionne aussi l'existence de ce groupe, mais toutes les galaxies qu'il inclut dans celui-ci sont aussi dans la liste de Garcia.
La moyenne des distances et des incertitudes des galaxies de la liste de Garcia est de 47,5 ± 3,3 Mpc (∼155 millions d'al) et celle de Levy et ses collègues est de 49,7 ± 3,5 Mpc (∼162 millions d'al). La moyenne des distances et des incertitudes des galaxies des deux groupes réunis est de 49,1 ± 3,9 Mpc (∼160 millions d'al).